# Lista över viktigare påvliga encyklikor
Detta är en lista över viktigare påvliga encyklikor.

## Före 1800-talet
- Gregorius VII
  - Bulla 1074, där menigheten befrias från lydnad för biskopar som tillåter prästäktenskap (jfr celibat)
- Bonifatius VIII
  - Clericis laicos (1296),
  - Unam sanctam (1302) - bägge utfärdade av Bonifatius VIII mot Filip den sköne i Frankrike, den senare med innehåll att ingen frälsning finns utanför kyrkan
- Urban V
  - Kättarbullan In coena Domini (1362), en bannlysning över alla icke-katoliker
- Nicolaus V
  - Romanus Pontifex (1455), stöd för portugisiska anspråk i Amerika
- Alexander VI
  - Inter Caetera (1493), Tordesillasfördraget
- Leo X
  - Exsurge, Domine (1520), mot Martin Luther, som brände bullan,
- Paulus III
  - Sublimis Deus (1537), indianer förklaras ha själ och böra fullt ut behandlas som människor
  - Licet ab initio (1542), den påvliga inkvisitionen återupprättas
- Clemens XI
  - Unigenitus (1713), mot den franska kvietismen,
- Benedictus XIV - den som började använda ordet "encyklika" om sina skrivelser
  - Vix Pervenit (1745), förbud mot ocker
- Clemens XIV
  - Dominus ac redemptor noster (1773), om jesuitordens upphävande

## 1800-talet
- Pius VII
  - Sollicitudo omnium (1814), om jesuitordens återställande
- Gregorius XVI
  - Mirari Vos (1832), fördömande av religionsfriheten
- Pius IX
  - Qui pluribus (1846), om rationalism och ofelbarhet
  - In suprema Petri sede (1848), om ortodoxa kyrkosamfunden
  - Ineffabilis (1854), som innehåller dogmen om jungfru Marias obefläckade avlelse,
  - Quanta Cura (1864), fördömande av samtida irrläror
  - Pastor aeternus (1870), om påvens ofelbarhet (dogmatisk konstitution av Första Vatikankonciliet, alltså egentligen inte en påvlig encyklika)
  - Quod nunquam (1875), kritik mot Kulturkampf
- Leo XIII
  - Inscrutabilis (1878), varningar för det moderna samhället
  - Æterni Patris (1879), om Tomas av Aquino och skolastik
  - Humanum genus (1884), fördömande av hemliga sällskap
  - Libertas praestantissimum (1888), om människans frihet
  - Rerum novarum (1891), om den arbetande klassens förhållanden
  - Providentissimus Deus (1893), om studiet av Bibeln

## 1900-talet
- Pius X
  - Vehementer nos (1905), fördömande av skiljandet av kyrkan från staten i Frankrike
  - Acerbo nimis (1906), om katekesen
  - Pascendi dominici gregis (1907), emot modernismen
- Benedictus XV
  - Maximum illud (1919, om missionen
  - Spiritus Paraclitus (1920), om bibelstudier
- Pius XI
  - Rerum orientalium (1928), om ekumenik
  - Casti Connubii (1930), om (avhållsamhet i) det kristna äktenskapet
  - Quadragesimo Anno (1931), om social rättvisa
  - Mit Brennender Sorge (1937), mot nazismen
  - Divini redemptoris (1937), mot kommunismen
- Pius XII
  - Divino afflante Spiritu (1943), om främjandet av bibelstudier
  - Mystici Corporis Christi (1943), om läran om kyrkan som Kristi Mystiska Kropp
  - Humani Generis (1950)
- Johannes XXIII
  - Ad Petri Cathedram (1959)
  - Sacerdotii Nostri Primordia (1959), om Jean-Marie Vianney
  - Grata Recordatio (1959), om Rosariet
  - Princeps Pastorum (1959)
  - Mater et Magistra 1961, om social rättvisa
  - Aeterna Dei Sapientia (1961)
  - Poenitentiam Agere (1962), om VC II
  - Pacem in Terris ( 1963), om freden
- Paulus VI
  - Ecclesiam Suam (1964), inomkyrklig debatt
  - Mense Maio (1965)
  - Mysterium Fidei (1965), beträffande transsubstantiationsläran
  - Christi Matri (1966)
  - Populorum Progressio (1967)
  - Sacerdotalis Caelibatus (1967), om prästernas celibat
  - Humanae Vitae 1968, om födelsekontroll
- Johannes Paulus I
- Johannes Paulus II
  - Redemptor Hominis (1979), den mänskliga värdigheten
  - Dives in Misericordia (1980)
  - Laborem Exercens (1981)
  - Slavorum Apostoli (1985)
  - Dominum et Vivificantem (1986)
  - Redemptoris Mater (1987), om jungfru Maria
  - Sollicitudo Rei Socialis (1987)
  - Redemptoris Missio (1990)
  - Centesimus Annus (1991), social rättvisa och kapitalism
  - Veritatis Splendor (1993)
  - Ordinatio Sacerdotalis (1994), om kvinnan som präst
  - Evangelium Vitae (1995), livets okränkbarhet
  - Ut Unum Sint (1995), ekumenik
  - Fides et Ratio (1998)

## 2000-talet
- Johannes Paulus II
  - Ecclesia de Eucharistia (2003)
- Benedictus XVI
  - Deus Caritas Est (2006)
  - Spe salvi (2007)